# Arena Po
Arena Po är en ort och kommun i provinsen Pavia i regionen Lombardiet i Italien. Kommunen hade 1 556 invånare (2018).